# ジェームズ・モンゴメリー・フラッグ

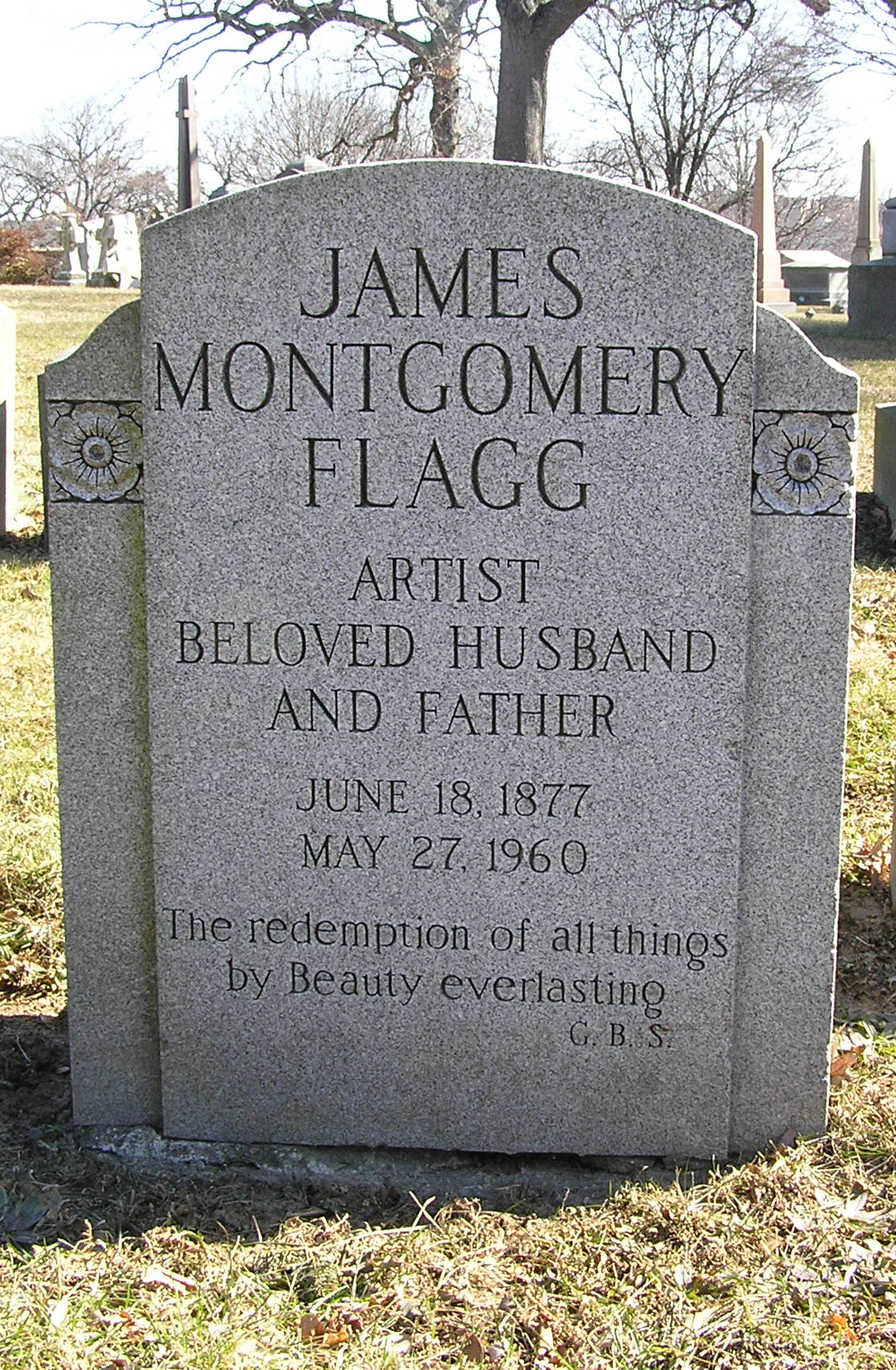
ウッドローン墓地にあるフラッグの墓

ジェームズ・モンゴメリー・フラッグ（James Montgomery Flagg, 1877年6月18日 - 1960年5月27日）はアメリカ合衆国の画家・イラストレーター。メディアにおいて純粋絵画からカートゥーンまで幅広く活躍したが、特にポスターで有名である。
フラッグはニューヨークのペラム・マナーに生まれた。幼い頃から絵に熱心で、12歳にして複数の全国誌にイラストレーションが掲載された。14歳で『ライフ』誌の寄稿アーティストとなり、翌年には『ジャッジ』誌のスタッフとなった。1894年から1898年にかけて、アート・スチューデンツ・リーグ・オブ・ニューヨークに参加。1898年から1900年にかけてロンドンとパリで美術を学び、合衆国に帰国すると書籍、雑誌の表紙、政治・ユーモア漫画、広告、単品のスケッチなど無数のイラストレーションを生み出した。その中でも特筆すべきは『ジャッジ』誌に1903年から1907年まで定期連載された続き物漫画の『ナーヴィー・ナット』（厚かましいナット）である。
フラッグの最も有名なポスターは第一次世界大戦時にアメリカ陸軍への応募を促すために1917年に描かれたものである。見る者を指差すアンクル・サムが、「アメリカ陸軍に君が必要だ」（I Want YOU for U.S. Army）というキャプションと共に描かれている。このデザインは同様のポーズをした『キッチナーの募兵ポスター』から着想されたものであった。このポスターは第一次世界大戦の間に400万枚以上が印刷され、第二次世界大戦でも再び使用された。このアンクル・サムにはフラッグ自身の顔が（加齢し白い山羊鬚を加えて）使われている。これは単にモデルを用意する手間を省くためであったとフラッグが後に語っている。
絶頂期には、フラッグは全米で最も収入の多い雑誌イラストレーターであったとされている。1946年には自伝『薔薇とバックショット』を出版した。
1960年にニューヨーク市で没し、ブロンクス区のウッドローン墓地に埋葬された。

## 作品

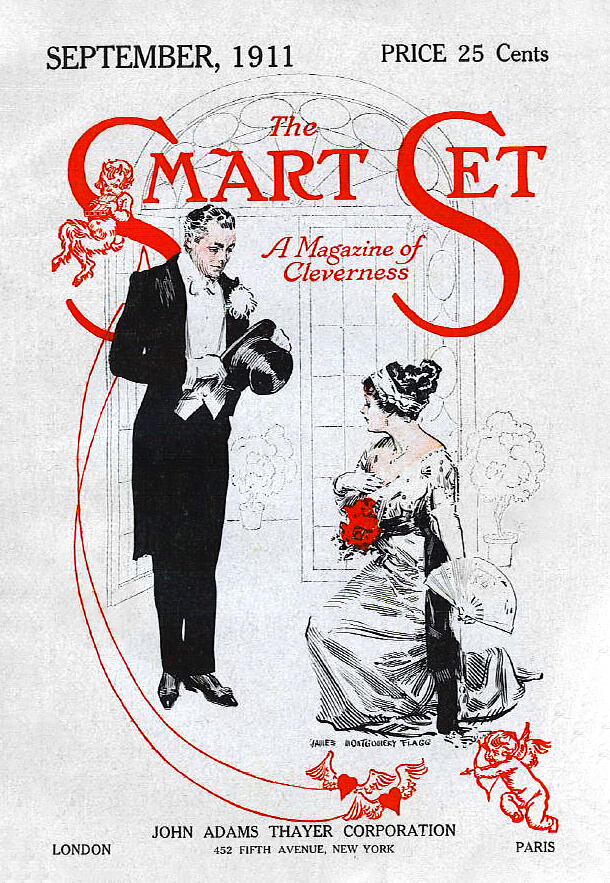
『社交界』 (雑誌表紙) 1911
高名なアンクル・サムの募兵ポスター
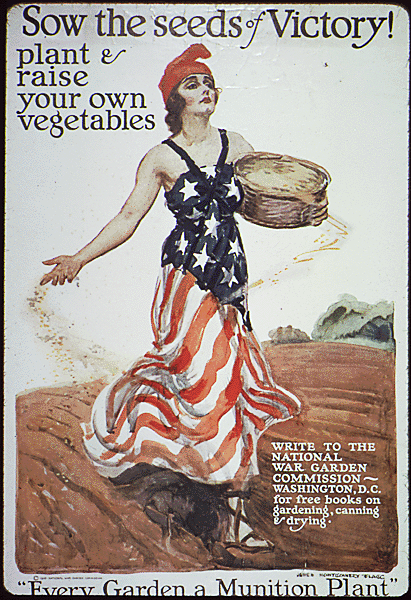
コロンビアが家庭菜園を勧める
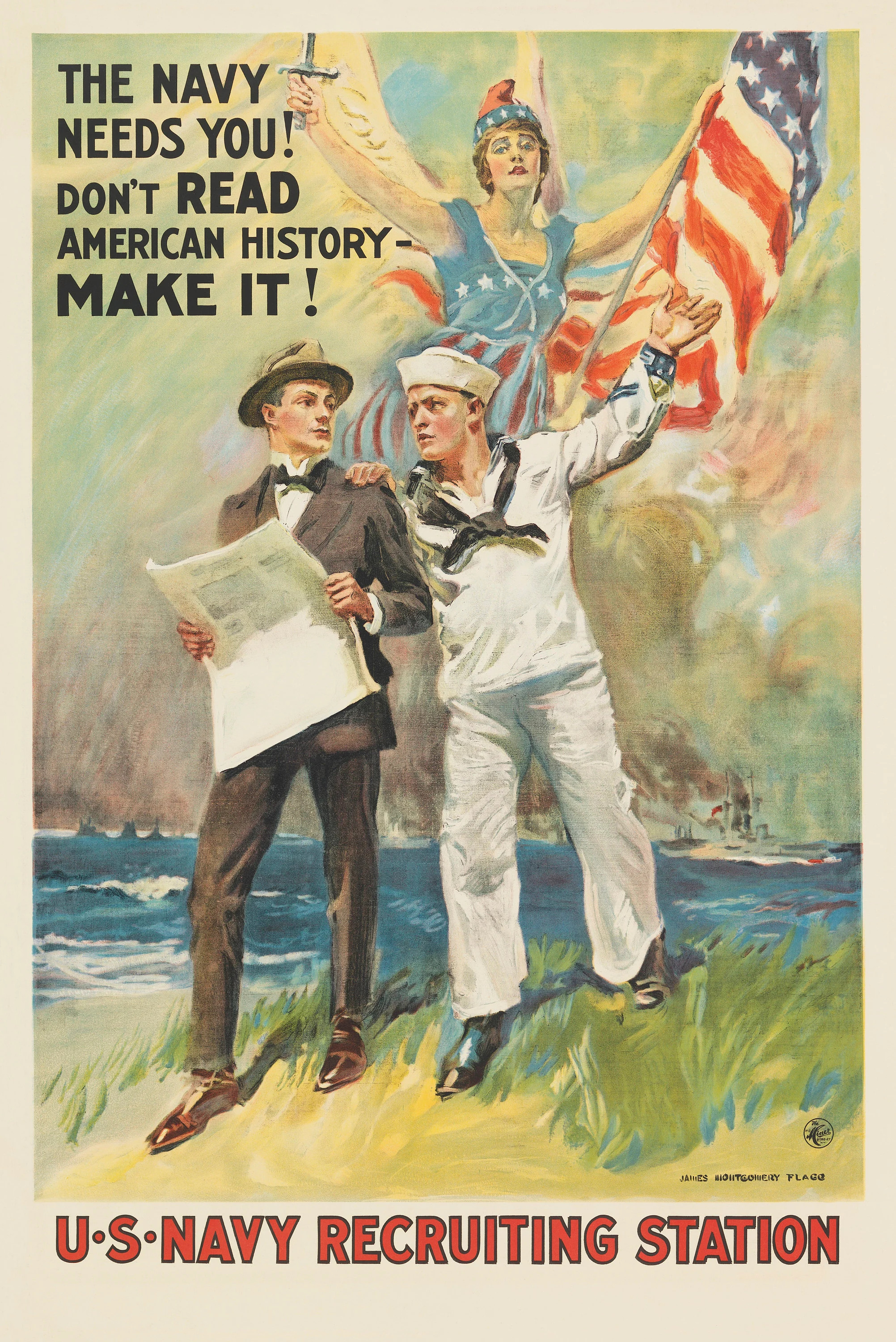
海軍は君を求めている！アメリカの歴史なんか読むな、歴史を作れ！
アメリカよ目覚めよ、文明は全ての老若男女を求めている！
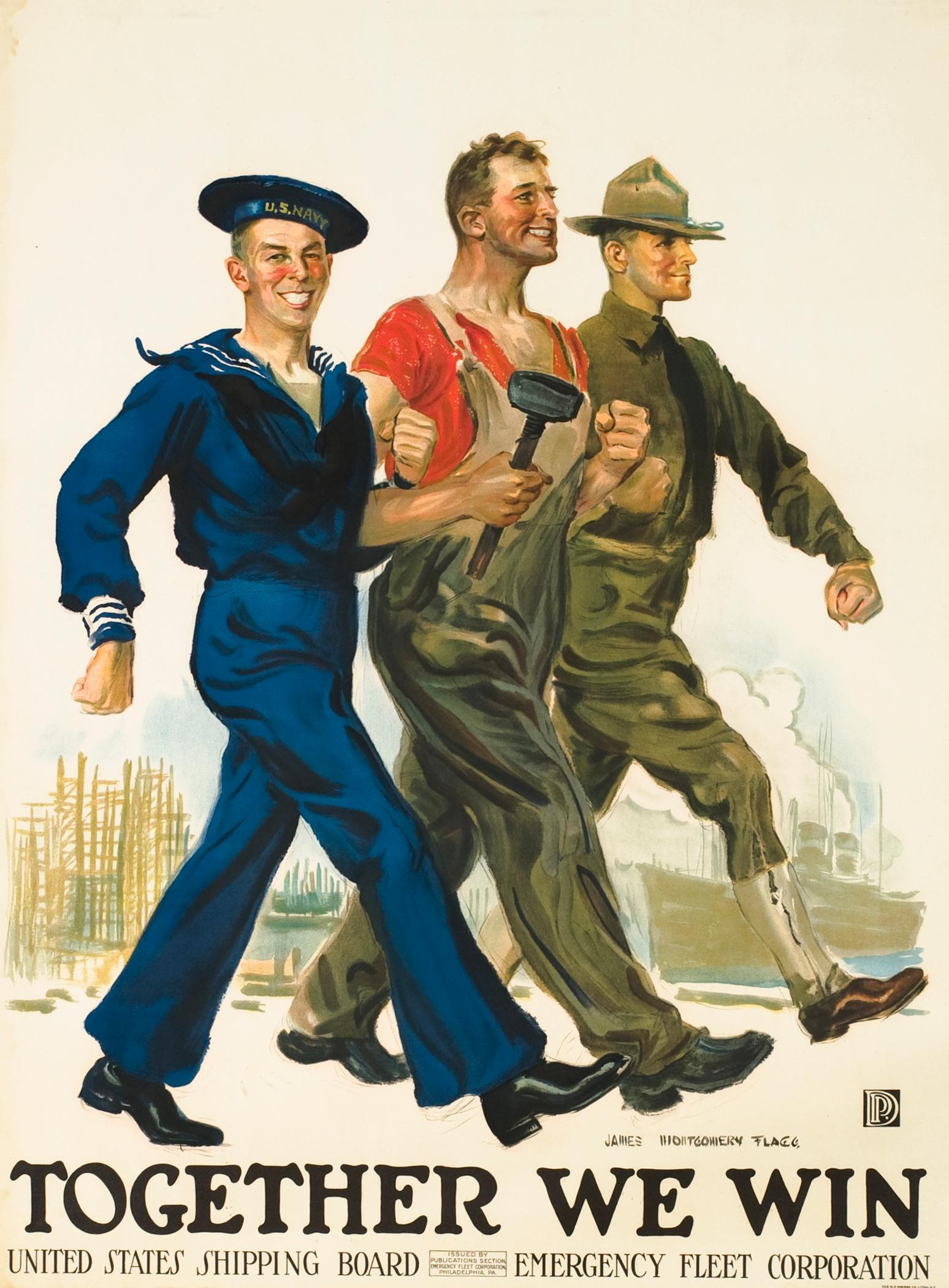
共に勝利しよう（第一次世界大戦）
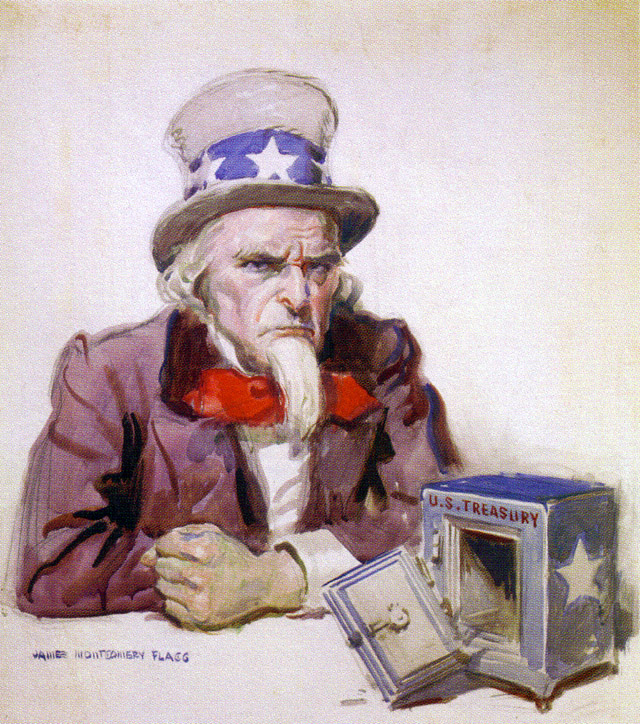
国庫が空になったアンクル・サム